# Gonypeta rotundata
Gonypeta rotundata är en bönsyrseart som beskrevs av Max Beier 1966. Gonypeta rotundata ingår i släktet Gonypeta och familjen Mantidae. Inga underarter finns listade i Catalogue of Life.